# El Crucero (Argentina)
El Crucero es una localidad argentina ubicada en el departamento Figueroa de la provincia de Santiago del Estero. Se encuentra sobre la ruta provincial 50, a la altura del acceso a Colonia San Juan, de la cual dista unos 3 km.
Cuenta con una escuela primaria.

## Población
Cuenta con 104 habitantes (Indec, 2010), lo que representa un incremento del 96% frente a los 53 habitantes (Indec, 2001) del censo anterior.
| Gráfica de evolución demográfica de El Crucero entre 1991 y 2010 |
|                                                                  |
| Fuente: Censos nacionales del INDEC                              |